# Фролов, Александр Павлович
Фролов Александр Павлович (27 сентября 1921 — 10 октября 1994) — заместитель командира эскадрильи 659-го истребительного авиационного полка 288-й истребительной авиационной дивизии 17-й воздушной армии 3-го Украинского фронта, майор. Герой Советского Союза.

## Биография
Родился 27 сентября 1921 года в селе Заворонежское (ныне — Мичуринского района Тамбовской области) в крестьянской семье. Русский. Член ВКП(б)/КПСС с 1943 года. Окончил 9 классов и аэроклуб.
В Красную Армию призван в 1940 году Мичуринским райвоенкоматом Тамбовской области. В 1941 году окончил Чугуевскую военную авиационную школу пилотов. В действующей армии с сентября 1942 года.
Заместитель командира эскадрильи 659-го истребительного авиационного полка (288-я истребительная авиационная дивизия, 17-я воздушная армия, 3-й Украинский фронт) капитан Александр Фролов к февралю 1945 года совершил 475 боевых вылетов и в воздушных боях сбил лично 13 и в группе 7 самолётов противника.
Указом Президиума Верховного Совета СССР от 6 мая 1965 года за образцовое выполнение боевых заданий командования и проявленные при этом геройство и мужество капитану Фролову Александру Павловичу присвоено звание Героя Советского Союза с вручением ордена Ленина и медали «Золотая Звезда» (№ 10680).
С 1945 года майор Фролов А. П. — в запасе. В 1952 году он окончил педагогический институт. Работал секретарём партбюро Кызыльского зерносовхоза. Переехав в Башкирию, жил в деревне Казанка Альшеевского района, работал директором Казанской средней школы.
Скончался 10 октября 1994 года.

## Награды
- Медаль «Золотая Звезда» Героя Советского Союза (06.05.1965);
- орден Ленина (06.05.1965);
- три ордена Красного Знамени (21.03.1943[2]; 06.03.1944[3]; 30.05.1944[4]);
- орден Александра Невского (20.09.1944)[5];
- орден Отечественной войны 1-й степени (18.03.1943)[6];
- орден Отечественной войны 1-й степени (06.04.1985)[7];
- медали.

## Память
На здании школы в селе Казанка установлена мемориальная доска. В селе Раевский Альшеевского района именем Героя названа улица.